# Liste des chapitres de Haikyū!!
Cet article est un complément de l'article sur le manga Haikyū!! de Haruichi Furudate. Il contient la liste des volumes du manga parus en presse, avec les chapitres qu’ils contiennent.

## Liste des volumes

### Tomes 1 à 10
| no | Japonais       | Japonais          | Français         | Français          |
| no | Date de sortie | ISBN              | Date de sortie   | ISBN              |
| --- | -------------- | ----------------- | ---------------- | ----------------- |
| 1 | 4 juin 2012    | 978-4-08-870453-1 | 2 janvier 2014   | 978-2-82031-658-5 |
| Titre du volume : Hinata et Kageyama (日向と影山, Hinata to Kageyama)Liste des chapitres : - 1re passe : La fin et le début (終わりと始まり, Owari to Hajimari) - 2e passe : Le club de volley du lycée Karasuno (烏野高校排球部, Karasuno Kōkō Haikyū Bu) - 3e passe : Naïveté (単細胞生物, Tansai Bōsei Butsu) - 4e passe : Le meilleur allié (最強の味方, Saikyō no Mikata) - 5e passe : "Le roi du Terrain" (コート上の王様, Kōto-jō no Ōsama) - 6e passe : De l'histoire ancienne (中学のハナシ, Chūgaku no Hanashi) - 7e passe : Les mots de "celui qui n'a rien" (持たざる者のことば, Mota Zaru Mono no Kotoba) |                |                   |                  |                   |
| 2 | 3 août 2012    | 978-4-08-870482-1 | 5 février 2014   | 978-2-82031-661-5 |
| Titre du volume : La Vue du Sommet (頂の景色, Itadaki no Keshiki)Liste des chapitres : - 8e passe : La Vue du Sommet (頂の景色, Itadaki no Keshiki) - 9e passe : La naissance d'un binôme (コンビ誕生, Konbi Tanjō) - 10e passe : Le trac du débutant (小心者の緊張, Shōshinmono no Kinchō) - 11e passe : "Retrouvailles" et "Grande Défaite" (“再会”と“大失敗”, "Saikai" to "Daishippai") - 12e passe : En mode normal (通常運転, Tsūjō Unten) - 13e passe : Une drôle d'équipe (面白いチーム, Omoshiroi Chīmu) - 14e passe : Contre le "Grand Roi" (VS“大王様”, VS. "Daiō-sama") - 15e passe : Réaction chimique (化学変化, Kagakuhenka) - 16e passe : L'autre génie (もう１人の天才, Mō Hitori no Tensai) - Hors-série : Le cauchemar de Tanaka (田中せんぱいの悪夢, Tanaka senpai no akumu) |                |                   |                  |                   |
| 3 | 4 octobre 2012 | 978-4-08-870521-7 | 9 avril 2014     | 978-2-82031-680-6 |
| Titre du volume : En marche, team Karasuno ! (チーム烏野、始動, Chīmu Karasuno, Shidō)Liste des chapitres : - 17e passe : Tempête (嵐, Arashi) - 18e passe : Celui qu'on appelle "pointu" (“エース”と呼ばれるひと, "Ēsu" to Yobareru Hito) - 19e passe : Vérité (本音, Honne) - 20e passe : "Le Dieu de la Défense" (“守護神”, "Shugoshin") - 21e passe : La passe au pointu (エースへのトス, Ēsu e no Tosu) - 22e passe : Admiration (憧れ, Akogare) - 23e passe : Le même point (同じ１点, Onaji Itten) - 24e passe : En marche, team Karasuno ! (チーム烏野、始動, Chīmu Karasuno, Shidō) - 25e passe : Rencontre fortuite (遭遇, Sōgū) - Hors-série : L'anecdote des t-shirts (Tシャツ裏事情, Tīshatsu ura jijō) |                |                   |                  |                   |
| 4 | 4 janvier 2013 | 978-4-08-870555-2 | 18 juin 2014     | 978-2-82031-722-3 |
| Titre du volume : Rivaux (ライバル, Raibaru)Liste des chapitres : - 26e passe : Choix (決断, Ketsudan) - 27e passe : Retrouvailles entre chats et corbeaux (ネコとカラスの再会, Neko to Karasu no Saikai) - 28e passe : Le démon et sa massue (“鬼”と“金棒”, "Oni" to "Kanabō") - 29e passe : Cerveau (脳, Nō) - 30e passe : L'art de voler (飛びかた, Tobikata) - 31e passe : Rivaux (ライバル, Raibaru) - 32e passe : Chats adultes contre les bébés corbeaux (大人ネコと雛カラス, Otona Neko to Hina Karasu) - 33e passe : Ce que lier signifie (“繋ぐ”ということ, "Tsunagu" to Iu Koto) - 34e passe : Promesse de retrouvailles (再戦を誓って, Saisen o Chikatte) - Hors-série : Tête de flamby (プリンヘッド物語, Purin heddo monogatari) |                |                   |                  |                   |
| 5 | 4 mars 2013    | 978-4-08-870631-3 | 20 août 2014     | 978-2-82031-759-9 |
| Titre du volume : En route pour l'interlycées (インターハイ突入!, Intāhai totsunyū!)Liste des chapitres : - 35e passe : De redoutables adversaires (強敵たち, Kyōteki-tachi) - 36e passe : Avant l'envol (飛行準備, Hikō Junbi) - 37e passe : À l'assaut (突入, Totsunyū) - 38e passe : Échauffement (ウォームアップ, U~ōmuappu) - 39e passe : Retour (復活, Fukkatsu) - 40e passe : Gagnants et perdants (勝者と敗者, Shōsha to Haisha) - 41e passe : En avant pour le deuxième tour (２回戦突入, 2-Kaisen totsunyū) - 42e passe : "Mur d'acier" (鉄壁, Teppeki) - 43e passe : Le retour de la "courte insolite" (“変人速攻”解禁, "Henjin Sokkō" Kaikin) - 44e passe : "Le Meilleur des Feinteurs" (“最強の囮”, "Saikyō no Otori") |                |                   |                  |                   |
| 6 | 2 mai 2013     | 978-4-08-870666-5 | 22 octobre 2014  | 978-2-82031-793-3 |
| Titre du volume : "The" duel des passeurs (ザ・セッター対決, Za settā taiketsu)Liste des chapitres : - 45e passe : Derrière la "lumière" (“光”の裏側, "Hikari" no Uragawa) - 46e passe : Assurer ses arrières (エース, Ēsu) - 47e passe : Le pointu et les héros (エースとヒーロー, Ēsu to hīrō) - 48e passe : "Le chef d'orchestre" (“指揮者”, "Shikisha") - 49e passe : Contre le "Grand Roi" (2) (VS “大王様”・2, VS “Daiō-sama” 2) - 50e passe : "The" duel des passeurs (ザ・セッター対決, Za settā taiketsu) - 51e passe : Le talent de ceux qu'on appellent "champions" (“強豪”と呼ばれる実力, “Kyōgō” to yoba reru jitsuryoku) - 52e passe : La qualité d'un pointu (エースの資質, Ēsu no shishitsu) - 53e passe : Tôru Oikawa n'est pas un génie (及川徹は天才ではない, Oikawa Tōru wa Tensai de wa Nai) - Histoire bonus : Un mur se reconstruit toujours (ハイキュー‼ 番外編, Haikyū‼ bangai-hen) |                |                   |                  |                   |
| 7 | 2 août 2013    | 978-4-08-870786-0 | 17 décembre 2014 | 978-2-82031-903-6 |
| Titre du volume : Ça marque !! (進化, Shinka)Liste des chapitres : - 54e passe : La force des "aînés" (“先輩”の実力, "Senpai" no Jitsuryoku) - 55e passe : Le meilleur de nous-mêmes (“俺のベスト”と“お前のベスト”, "Ore no besuto" to "omae no besuto") - 56e passe : Une défense d'élite (少数精鋭, Shōsū seiei) - 57e passe : Break (“ブレイク”, "Bureiku") - 58e passe : En mode normal - bis (通常運転・２, Tsūjō Unten 2) - 59e passe : De l'importance de communiquer (真っ向コミュニケーション, Makkō komyunikēshon) - 60e passe : Évolution (進化, Shinka) - 61e passe : La véritable force d'une équipe et le petit animal (チームの地力と小さなケモノ, Chīmu no jiriki to chīsana kemono) - 62e passe : À fond sur les côtés (コートの横幅めいっぱい, Kōto no yokohaba-me-ippai) |                |                   |                  |                   |
| 8 | 4 octobre 2013 | 978-4-08-870820-1 | 4 février 2015   | 978-2-82032-709-3 |
| Titre du volume : La fin du "Roi Solitaire" (脱・“孤独の王様”, Datsu “kodoku no ōsama”)Liste des chapitres : - 63e passe : Une balle pour casser le rythme (流れを変える１本, Nagare o kaeru 1-pon) - 64e passe : Une balle pour casser le rythme (2) (流れを変える１本・２, Nagare o kaeru 1-pon 2) - 65e passe : Dans le dos (背中, Senaka) - 66e passe : Encore une fois (もう１回, Mō 1-kai) - 67e passe : Un sourire (笑顔, Egao) - 68e passe : La fin du "Roi Solitaire" (脱・“孤独の王様”, Datsu “kodoku no ōsama”) - 69e passe : Les perdants (敗者, Haisha) - 70e passe : Le 3e jour (３日目, 3-Nichi-me) - 71e passe : Des regrets et un objectif (後悔と目標, Kōkai to mokuhyō) - Hors-série : Dis-nous tout, Maître Ennoshita ! (教えて！縁下先輩！, Oshiete! Enshita senpai!) - Hors-série : Kageyama de la 2de 3 (３組の影山君, 3-Kumi no Kageyama-kun)                                        |                |                   |                  |                   |
| 9 | 4 janvier 2014 | 978-4-08-870852-2 | 8 avril 2015     | 978-2-82032-003-2 |
| Au Japon, le tome 9 (ISBN 978-4-08-908202-7) est sorti en édition limitée contenant un CD. Titre du volume : "Désir" (”欲”, "Yoku")Liste des chapitres : - 72e passe : Let's go to Tokyo ! (レッツゴートーキョー！！, Rettsugōtōkyō!!) - 73e passe : La route est longue jusqu'à Tokyo (東京遠征への道, Tōkyō ensei e no michi) - 74e passe : Un bain de soleil (直射日光, Chokusha nikkō) - 75e passe : Second rôle (村人B, Murabito B) - 76e passe : Création (クリエイタ, Kurieita) - 77e passe : Face-à-face avec le Souverain (セッター対決, Settā taiketsu) - 78e passe : Let's go to Tokyo ! Dans le vif du sujet ! (レッツゴートーキョー！！本番！！, Rettsugōtōkyō!! Honban!!) - 79e passe : "Attaquant central" (”センターエース”, ” Sentāēsu”) - 80e passe : "Désir" (”欲”, "Yoku") |                |                   |                  |                   |
| 10 | 4 avril 2014   | 978-4-08-880043-1 | 24 juin 2015     | 978-2-82032-029-2 |
| Titre du volume : Lever de lune (月の出, Tsuki no shutsu)Liste des chapitres : - 81e passe : Une marge de progression (伸びしろ, Nobi shiro) - 82e passe : Rupture (決裂, Ketsuretsu) - 83e passe : Question de timing (”テンポ”, ”Tenpo”) - 84e passe : Progresser à son rythme (それぞれの進化, Sorezore no shinka) - 85e passe : Omnivores (雑食, Zasshoku) - 86e passe : Lever de lune (月の出, Tsuki no shutsu) - 87e passe : La fierté du pointu (エースの意地, Ēsu no iji) - 88e passe : L'illusion du héros (幻覚ヒーロー, Genkaku hīrō) - 89e passe : Sans rime ni raison (理由, Riyū) - Hors-série : Spécial Manager (女子マネージャー, Joshi manējā) |                |                   |                  |                   |

### Tomes 11 à 20
| no | Japonais         | Japonais          | Français         | Français          |
| no | Date de sortie   | ISBN              | Date de sortie   | ISBN              |
| --- | ---------------- | ----------------- | ---------------- | ----------------- |
| 11 | 4 juin 2014      | 978-4-08-880071-4 | 19 août 2015     | 978-2-82032-163-3 |
| Titre du volume : "Au-dessus" (”上”, ”Ue”)Liste des chapitres : - 90e passe : Remise en route (再起動, Sakidō) - 91e passe : Face au "parapluie" (VS”傘”, VS” kasa”) - 92e passe : Action et réflection (動と静, Dō to sei) - 93e passe : Rouages (歯車, Haguruma) - 94e passe : Un instinct de leader (無意識の先導, Muishiki no sendō) - 95e passe : Un pointu pas comme les autres (「エース」のカタチ, "Ēsu" no katachi) - 96e passe : Une équipe en noir (黒のチーム, Kuro no chīmu) - 97e passe : "Au-dessus" (”上”, "Ue") - 98e passe : Conversation (会話, Kaiwa) |                  |                   |                  |                   |
| 12 | 4 août 2014      | 978-4-08-880153-7 | 14 octobre 2015  | 978-2-82032-196-1 |
| Titre du volume : Coup de sifflet (試合開始!!, Shiai kaishi! !)Liste des chapitres : - 99e passe : Coup de sifflet (試合開始!!, Shiai kaishi! !) - 100e passe : Ridicule (ガッコ, Gakko) - 101e passe : Des regrets pour moteur (後悔と原動力, Kōkai to gendōryoku) - 102e passe : Simple et authentique (シンプルで純粋な力, Shinpurude junsuina chikara) - 103e passe : Bataille au sol (地上戦, Chijō-sen) - 104e passe : Oisillon (幼鳥, Yōchō) - 105e passe : Dans une même arène (同じ土俵, Onaji dohyō) - 106e passe : À chacun son mur (それぞれの壁, Sorezore no kabe) - 107e passe : En pleine croissance (育ち盛り, Sodachi-mori) - Hors-série : "Pourquoi Noya n'a pas la «caute» auprès des filles, alors que c'est un vrai «bogosse» ?" (ノヤッさんはこんなにカッコイイのになぜモテないのか。, Noya-san wa kon'nani kakkoīnoni naze motenai no ka ?)        |                  |                   |                  |                   |
| 13 | 3 octobre 2014   | 978-4-08-880193-3 | 2 décembre 2015  | 978-2-8203-2237-1 |
| Titre du volume : Terrain de jeu (アソビバ, Asobiba)Liste des chapitres : - 108e passe : Rassemblement (集結, Shūketsu) - 109e passe : Ouverture des hostilités (開戦, Kaisen) - 110e passe : Être fort pour être libre (自由の為の力, Jiyū no tame no chikara) - 111e passe : Manque d'expérience (未熟, Mijuku) - 112e passe : Terrain de jeu (アソビバ, Asobiba) - 113e passe : Terrain de jeu (2) (アソビバ2, Asobiba 2) - 114e passe : Terrain de jeu (3) (アソビバ3, Asobiba 3) - 115e passe : Suivant (次へ, Tsugi e) - 116e passe : Versus le lycée Wakutani Minami (VS. 和久谷南高校, VS. Wakutani Minami Kōkō) - 117e passe : Un duel entre deux petits géants (小さな巨人戦の途中ですか, Chīsana Kyojin-sen no tochūdesu ka) |                  |                   |                  |                   |
| 14 | 27 décembre 2014 | 978-4-08-880275-6 | 17 février 2016  | 978-2-82032-310-1 |
| Titre du volume : La bataille des dégonflés (根性無しの戦い, Konjō-nashi no tatakai)Liste des chapitres : - 118e passe : Changement de "pilier" (土台代理, Dodai dairi) - 119e passe : La bataille des dégonflés (根性無しの戦い, Konjō-nashi no tatakai) - 120e passe : La bataille des dégonflés (2) (根性無しの戦い2, Konjō-nashi no tatakai 2) - 121e passe : Reprise des hostilités entre "Petits Géants" (小さな巨人戦再開, Chīsana Kyojin-sen saikai) - 122e passe : Challenge (挑戦, Chōsen) - 123e passe : Encore en amiration (もう一つの憧れ, Mōhitotsu no akogare) - 124e passe : Dernière phase du match (終盤戦, Shūban-sen) - 125e passe : Les perdants (敗北者達, Haiboku-sha-tachi) - Hors-série : Nisekyū !! (ニセキュー!!, Nisekyū !!) - Hors-série : Vobaka !! En route vers les sommets ! (バボカ！！最強への道！！, Baboka! ! Saikyō e no michi! !) |                  |                   |                  |                   |
| 15 | 4 mars 2015      | 978-4-08-880316-6 | 20 avril 2016    | 978-2-82032-362-0 |
| Titre du volume : Le briseur (壊し屋, Kowashiya)Liste des chapitres : - 126e passe : Le troisième homme (３枚目, 3-Mai-me) - 127e passe : Kogane, le "Nouveau-Né" (金の赤子, Kin no akago) - 128e passe : Un mur d'acier acharné (鉄壁は何度でも築かれる, Teppeki wa nandodemo kizuka reru) - 129e passe : Le renouveau de Karasuno (新生・烏野, Shinsei uno) - 130e passe : Un trait sur le passé (払拭, Fusshoku) - 131e passe : Les rouages d'Aoba Jōsai (青葉城西の歯車, Aoba Jōsai no haguruma) - 132e passe : Le briseur (壊し屋, Kowashiya) - 133e passe : Face-à-face avec le Souverain (Round 2) (セッター対決 Round 2, Settā taiketsu Round 2) - 134e passe : L'un comme l'autre (話お互様, Hanashi otagai-sama) - 135e passe : Lent au démarrage (スロースターター, Surōsutātā) - Hors-série : Le réalisateur Ennoshita (縁下監督, Enshita kantoku)            |                  |                   |                  |                   |
| 16 | 1er mai 2015     | 978-4-08-880353-1 | 22 juin 2016     | 978-2-82032-475-7 |
| Titre du volume : Gonflé à bloc (元・根性無しの戦い, Moto konjō-nashi notatakai)Liste des chapitres : - 136e passe : Une balle pour casser le rythme (3) (流れを変える１本・3, Nagare o kaeru 1-pon 3) - 137e passe : Gonflé à bloc (元・根性無しの戦い, Moto konjō-nashi notatakai) - 138e passe : Le service, attaque ultime (サーブという究極の攻撃, Sābu to iu kyūkyoku no kōgeki) - 139e passe : Ennemi juré (宿敵, Shukuteki) - 140e passe : Esprit de camaraderie (輩, Yakara) - 141e passe : "Coéquipiers" (“チーム”, “Chīmu”) - 142e passe : La force pure (強さのかたら, Tsuyo-sa no kata) - 143e passe : Étincelle (灯, Akari) - 144e passe : La force extrème (極限スイッチ, Kyokugen suitchi) - Hors-série : Le cintre Oikawa (おいかわハーンがー, Oikawa hāngā)                                                                                             |                  |                   |                  |                   |
| 17 | 4 août 2015      | 978-4-08-880447-7 | 24 août 2016     | 978-2-82032-4-979 |
| Titre du volume : Talent et sens du jeu (才能とセンス, Sainō to sensu)Liste des chapitres : - 145e passe : En mode extrême (2) (極限スイッチ2, Kyokugen suitchi 2) - 146e passe : Talent et sens du jeu (才能とセンス, Sainō to sensu) - 147e passe : Face-à-face (真っ向勝負, Makkō shōbu) - 148e passe : Déclaration de guerre (宣戦布告, Sensen fukoku) - 149e passe : Une rencontre "bouleversante" (出会いの化学変化, Deai no kagaku henka) - 150e passe : Salutations (ごあいさつ, Go aisatsu) - 151e passe : Finalistes débutants (決勝初心者, Kesshō shoshinsha) - 152e passe : La menace du "gaucher" (“左”の脅威, “Hidari” no kyōi) - 153e passe : Au 3e coup (３本目, 3-Pon-me) - Hors-série : La bataille n'est pas finie (戦いは終わっていません, Tatakai wa owatte imasen)                                                                                  |                  |                   |                  |                   |
| 18 | 3 octobre 2015   | 978-4-08-880484-2 | 1er octobre 2016 | 978-2-82032-512-9 |
| Titre du volume : Avant la pleine lune (幾望, Kibō)Liste des chapitres : - 154e passe : Coup pour coup (殴り合い, Naguriai) - 155e passe : En route pour le "boss de fin" (“ラスボス”への道, “Rasubosu” e no michi) - 156e passe : Monstre-devin (Guess·Monster, Gesumonsutā) - 157e passe : Force et raison (理性と力, Risei to chikara) - 158e passe : Renfort (助太刀, Sukedachi) - 159e passe : Partie d'un tout (一環, Ikkan) - 160e passe : À l'affût (眈眈, Tantan) - 161e passe : Stimulation (刺激, Shigeki) - 162e passe : Avant la pleine lune (幾望, Kibō) - Hors-série : Shimmer Tsukky and the philosopher's ball |                  |                   |                  |                   |
| 19 | 4 décembre 2015  | 978-4-08-880566-5 | 14 décembre 2016 | 978-2-82032-546-4 |
| Titre du volume : La roue tourne (月の輪, Tsukinowa)Liste des chapitres : - 163e passe : La roue tourne (月の輪, Tsukinowa) - 164e passe : Juste un point (たかが１点, Takaga 1-ten) - 165e passe : Question de cohérence (一貫, Ikkan) - 166e passe : Le Dieu de la Défense et le clair de lune (守護神と月明かり, Shugoshin to tsukiakari) - 167e passe : L'individu face au collectif (個VS数, Ko VS-sū) - 168e passe : Ce n'est pas un miracle (Notミラクル, Not mirakuru) - 169e passe : Des ailes artificielles (義翼, Yoshimura Tsubasa) - 170e passe : Identité (アイデンティティ, Aidentiti) - 171e passe : Têtu comme une mule (どいつもこいつも負けずぎらい, Do itsumo koitsu mo makezugirai) - Hors-série : J'ai grave oublié ("ど忘れした", "Do wasure shita")                                                                                               |                  |                   |                  |                   |
| 20 | 4 mars 2016      | 978-4-08-880626-6 | 8 février 2017   | 978-2-82032-803-8 |
| Titre du volume : Ténacité (こだわり, Kodawari)Liste des chapitres : - 172e passe : Lutte d'endurance (スタミナ勝負, Sutamina shōbu) - 173e passe : Au bout du gouffre (断崖絶壁, Dangaizeppeki) - 174e passe : À la seconde près (0.数秒の戦い, 0. Sū-byō notatakai) - 175e passe : Toujours du nouveau (常に新しく, Tsuneni atarashiku) - 176e passe : Fraîcheur (新鮮, Shinsen) - 177e passe : Un mur irritant (不快な壁, Fukaina kabe) - 178e passe : Ténacité (こだわり, Kodawari) - 179e passe : Un garçon détestable (嫌な男, Iyana otoko) - 180e passe : Ténacité (2) (こだわり・2, Kodawari 2) - Hors-série - Hors-série 2 |                  |                   |                  |                   |

### Tomes 21 à 30
| no | Japonais        | Japonais          | Français          | Français          |
| no | Date de sortie  | ISBN              | Date de sortie    | ISBN              |
| --- | --------------- | ----------------- | ----------------- | ----------------- |
| 21 | 2 mai 2016      | 978-4-08-880669-3 | 12 avril 2017     | 978-2-82032-831-1 |
| Titre du volume : Une guerre de stratégie (コンセプトの戦い, Konseputo no tatakai)Liste des chapitres : - 181e passe : Coup pour coup - round 2 (殴り合い第２ラウンド, Naguriai dai 2-raundo) - 182e passe : Des mots qui sonnent juste (おくることば, Okuru kotoba) - 183e passe : Le joueur que j'aurai aimé être (欲しがった男, Hoshi gatta otoko) - 184e passe : Pris de passion (はじめての感情, Hajimete no kanjō) - 185e passe : Allez, saletés de guiboles (頑張れ俺の太腿, Ganbareore no futomomo) - 186e passe : Les fous du volley (バレー馬鹿たち, Barē baka-tachi) - 187e passe : Le retour de Tsukishima (昼の月, Hiru no tsuki) - 188e passe : Une guerre de stratégie (コンセプトの戦い, Konseputo no tatakai) - 189e passe : Déclaration de guerre (2) (宣戦布告・２, Sensen fukoku 2) - 190e passe : Prochain combat (次の戦い, Tsugi no tatakai) - Hors-série : Crow's Angel |                 |                   |                   |                   |
| 22 | 4 juillet 2016  | 978-4-08-880744-7 | 31 mai 2017       | 978-2-82032-855-7 |
| Titre du volume : Terre contre ciel (陸VS空, Riku VS sora)Liste des chapitres : - 191e passe : Chats versus Corbeaux (ネコVSフクロウ, Neko VS fukurō) - 192e passe : Moteur (エンジン, Enjin) - 193e passe : Un "pointu" autoproclamé ("自称" エース, "Jishō" ēsu) - 194e passe : Siège (包囲網, Hōi-mō) - 195e passe : Terre contre ciel (陸VS空, Riku VS sora) - 196e passe : À corps perdu (背水の陣, Haisuinojin) - 197e passe : Serpents contre chat (蛇VS猫, Hebi VS neko) - 198e passe : Incompréhension (理不尽, Rifujin) - 199e passe : Choc (動揺, Dōyō) - Hors-série : "Comment se fait-il que Tanaka «n'est» pas la cote alors qu'il est beau gosse ?!" - Hors-série 2 |                 |                   |                   |                   |
| 23 | 4 octobre 2016  | 978-4-08-880790-4 | 16 août 2017      | 978-2-82-032887-8 |
| Titre du volume : La voie du ballon (ボールの"道", Bōru no"Michi")Liste des chapitres : - 200e passe : La confiance des aînés (パイセンの意地, Paisen no iji) - 201e passe : Passons aux choses sérieuses (ぶっつけ本番, Buttsuke honban) - 202e passe : Le pointu de Nekoma (音駒のエース, Nekoma no ēsu) - 203e passe : Créer l'occasion (風をつくる, Kaze o tsukuru) - 204e passe : Le volley-ball pour les nuls (バカでも解ったバレーボール, Baka demo wakatta barēbōru) - 205e passe : La voie du ballon (ボールの"道", Bōru no"Michi") - 206e passe : Une bonne nouvelle (報告, Hōkoku) - 207e passe : Préparatifs (準備, Junbi) - Hors-série - Hors-série 2 : "Festival sportif du lycée Karasuno" |                 |                   |                   |                   |
| 24 | 2 décembre 2016 | 978-4-08-880821-5 | 18 octobre 2017   | 978-2-82-032917-2 |
| Titre du volume : Première neige (初雪, Hatsuyuki)Liste des chapitres : - 208e passe : Première neige (初雪, Hatsuyuki) - 209e passe : Présentation (自己紹介, Jiko shōkai) - 210e passe : Tout le monde ne part pas avec les mêmes chances (スタート地点未到達, Sutāto chiten mi tōtatsu) - 211e passe : Abandonné de tous (1) (迷子, Maigo) - 212e passe : Point de vue (視点, Shiten) - 213e passe : Ramasseur de balle niveau 1 (ボール拾いLv.1, Bōru hiroi Lv. 1) - 214e passe : Les monstres (妖怪たち, Yōkai-tachi) - 215e passe : Bruit (音, Oto) - 216e passe : Abandonné de tous (2) (迷子・2, Maigo 2) |                 |                   |                   |                   |
| 25 | 3 mars 2017     | 978-4-08-881019-5 | 13 décembre 2017  | 978-2-82-032943-1 |
| Titre du volume : Restauration (返還, Henkan)Liste des chapitres : - 217e passe : "Les doigts dans le nez" (楽, Raku) - 218e passe : Jusqu'au bout (最後まで, Saigomade) - 219e passe : Ventre vide (空腹, Kūfuku) - 220e passe : Retrouvailles (合流, Gōryū) - 221e passe : De nouveau face au mur (壁、再び, Kabe, futatabi) - 222e passe : Exaltation (昂揚, Kōyō) - 223e passe : Piquant ((刺刺, Togetoge) - 224e passe : Restauration (返還, Henkan) - Hors-série : "Le court du silence" |                 |                   |                   |                   |
| 26 | 2 mai 2017      | 978-4-08-881071-3 | 7 février 2018    | 978-2-82033-197-7 |
| Titre du volume : Faire front (戦線, Sensen)Liste des chapitres : - 225e passe : Maladresse (ぎくしゃく, Gikushaku) - 226e passe : Diversion (まぎれる, Magireru) - 227e passe : Challenger (チャレンジャー, Charenjā) - 228e passe : Changement (変化, Henka) - 229e passe : Le jour d'avant (前日, Zenjitsu) - 230e passe : À chacun sa soirée (それぞれの夜, Sorezore no yoru) - 231e passe : Lever de rideau et incident (開幕とハプニング, Kaimaku to hapuningu) - 232e passe : Faire front (戦線, Sensen) - 233e passe : Le premier adversaire (最初の敵, Saisho no teki) |                 |                   |                   |                   |
| 27 | 4 août 2017     | 978-4-08-881194-9 | 11 avril 2018     | 978-2-82033-218-9 |
| Titre du volume : Une occasion concrétisée (繋がれるチャンス, Tsunaga reru chansu)Liste des chapitres : - 234e passe : Ajustements (アジャスト, Ajasuto) - 235e passe : Libération (解放, Kaihō) - 236e passe : Ajustements (2) (アジャスト・2, Ajasuto 2) - 237e passe : En pleine croissance (成長期, Seichō-ki) - 238e passe : Attaque et défense (攻防, Kōbō) - 239e passe : Un immense partenaire (味方, Mikata) - 240e passe : Baptême (洗礼, Senrei) - 241e passe : Une occasion à saisir (託されたチャンス, Takusa reta chansu) - 242e passe : Une occasion concrétisée (繋がれるチャンス, Tsunaga reru chansu) |                 |                   |                   |                   |
| 28 | 4 novembre 2017 | 978-4-08-881213-7 | 6 juin 2018       | 978-2-82033-236-3 |
| Titre du volume : Le deuxième jour (2日目, 2-ka-me)Liste des chapitres : - 243e passe : À chacun son premier match (それぞれの初戦, Sorezore no shosen) - 244e passe : Point faible numéro 6 (弱点その6, Jakuten sono 6) - 245e passe : Une vive impression (鮮烈, Senretsu) - 246e passe : En soirée (夜, Yoru) - 247e passe : Le deuxième jour (2日目, 2-ka-me) - 248e passe : Inégalités (格差, Kakusa) - 249e passe : Calme et vacarme (喧噪と静寂, Kensō to seijaku) - 250e passe : Challenger (挑戦者, Chōsen-sha) - 251e passe : Question de rythme (リズム, Rizumu) - Hors-série : Bon baisers du volley-ball |                 |                   |                   |                   |
| 29 | 4 décembre 2017 | 978-4-08-881286-1 | 16 août 2018      | 978-2-82033-236-3 |
| Titre du volume : Chercher et trouver (見つける, Mitsukeru)Liste des chapitres : - 252e passe : En soutien (後ろ盾, Ushirodate) - 253e passe : Poursuite (追い打ち, Oiuchi) - 254e passe : L'original, le démon et les mauvais esprits (変人・妖怪・魑魅魍魎, Henjin・Yōkai・Chimimōryō) - 255e passe : Chercher et trouver (見つける, Mitsukeru) - 256e passe : Tsukki au clair de lune (月夕, Gesseki) - 257e passe : Question de bon sens (正当, Seitō) - 258e passe : Expérience (経験値, Keiken-chi) - 259e passe : On lâche rien (押せ押せドンドン, Ose Ose Don Don) - 260e passe : A corps perdu (必死, Hisshi) |                 |                   |                   |                   |
| 30 | 2 février 2018  | 978-4-08-881337-0 | 26 septembre 2018 | 978-2-82033-280-6 |
| Titre du volume : Amour déçu (失恋, Shitsuren)Liste des chapitres : - 261e passe : Sniper aux trois mètres (飛び道具, Tobidōgu) - 262e passe : Toujours aller de l'avant (いつだって前のめり, Itsu Datte Maenomeri) - 263e passe : La confiance des aînés (2) (パイセンの意地, Paisen no Iji) - 264e passe : Passe (失恋, Shitsuren) - 265e passe : De leur côté les chats tuent le temps (一方その頃不活発猫は, Ippō Sonokoro Fu Kappatsu Neko wa) - 266e passe : Chats versus singes (ネコ VS サル, Neko VS Saru) - 267e passe : Piège (罠 Wana) - 268e passe : Réflexions autour de la "volonté" de Kenma Kozume (孤爪研磨の根性論, Kozume Kenma no Konjō-ron) - 269e passe : Instinct animal (けものたち, Kemono-tachi) |                 |                   |                   |                   |

### Tomes 31 à 40
| no | Japonais          | Japonais          | Français          | Français          |
| no | Date de sortie    | ISBN              | Date de sortie    | ISBN              |
| --- | ----------------- | ----------------- | ----------------- | ----------------- |
| 31 | 4 avril 2018      | 978-4-08-881378-3 | 28 novembre 2018  | 978-2-82033-297-4 |
| Titre du volume : Héros (ヒーロー, Hīrō)Liste des chapitres : - 270e passe : Trio (三重奏, Sanjūsō) - 271e passe : Le pilonneur (主砲, Shuhō) - 272e passe : Le plus fort des Challengers (最強の挑戦者, Saikyō no Chōsen-sha) - 273e passe : Le "cours" du match (“流れ”, “Nagare”) - 274e passe : Le patron (頭, Kashira) - 275e passe : Continuité et répétition (継続と蓄積, Keizoku to Chikuseki) - 276e passe : Préparatifs (仕掛ける, Shikakeru) - 277e passe : La force du nombre (多勢に無勢, Tazei ni Buzei) - 278e passe : Passe (守護神のヒーロー, Shugoshin no Hīrō) |                   |                   |                   |                   |
| 32 | 4 juillet 2018    | 978-4-08-881511-4 | 6 mars 2019       | 978-2-82033-528-9 |
| Titre du volume : Ascension (ハーケン, Hāken))Liste des chapitres : - 279e passe : Amour (愛, Ai) - 280e passe : Concept (コンセプト, Konseputo) - 281e passe : Ascension (ハーケン, Hāken) - 282e passe : Repas (メシ, Meshi) - 283e passe : Credo (信条, Shinjō) - 284e passe : Faire le lien (ツナグ, Tsunagu) - 285e passe : Naissance d'un roi siilencieux (静かなる王の誕生, Shizukanaru Ō no Tanjō) - 286e passe : Confiance (脅迫, Shinrai) - 287e passe : Anti-miracle (アンチ奇跡, Anchi Kiseki) |                   |                   |                   |                   |
| 33 | 3 août 2018       | 978-4-08-881538-1 | 5 juin 2019       | 978-2-82033-555-5 |
| Liste des chapitres : - 288e passe : Une fringale contagieuse (空腹の伝染, Kūfuku no Densen) - 289e passe : « Les doigts dans le nez (2) » (“楽”・２, "Raku"・2) - 290e passe : Le banquet des monstres (バケモンたちの宴, Bakemon-tachi no Utage) - 291e passe : Le jour du changement (変化の日, Henka no Hi) - 292e passe : Les nuits ne seront plus jamais pareilles (いつの夜も二度と無い, Itsu no Yoru mo Nidoto Nai) - 293e passe : Là où promesse fut faite (約束の地, Yakusoku no Chi) - 294e passe : La rencontre des bas-fonds (ゴミ捨て場の決戦, Gomisuteba no Kessen) - 295e passe : Des Corbeaux transformés (化け烏, Bake Garasu) - 296e passe : Progression en parallèle (同時進行, Tōji Shinkō) - Hors-série |                   |                   |                   |                   |
| 34 | 4 octobre 2018    | 978-4-08-881589-3 | 4 septembre 2019  | 978-2-82033-573-9 |
| Liste des chapitres : - 297e passe : Maître et disciple (師弟, Shitei) - 298e passe : Guide (導, Shirube) - 299e passe : Ordre et désordre (秩序と無秩序, Chitsujo to Muchitsujo) - 300e passe : Escitation (わくわく, Wakuwaku) - 301e passe : A fleur de peau (じわじわ, Jiwajiwa) - 302e passe : Les griffes du chat (猫の爪, Neko no Tsume) - 303e passe : Je les aime pas ! (嫌い, Kirai) - 304e passe : Ou comment bien marquer (点のとりかた, Ten no Torikata) - 305e passe : Un pas en avant, deux pas pour l'élan (１步進んで２步ダツシュ, Ippo Susunde Niho Dasshu) - Hors-série |                   |                   |                   |                   |
| 35 | 4 décembre 2018   | 978-4-08-881647-0 | 27 novembre 2019  | 978-2-82033-600-2 |
| Liste des chapitres : - 306e passe : Ligne de mire (1) (照準, Shōjun) - 307e passe : Ténacité (粘り, Nebari) - 308e passe : La petite aiguille contre la grande épée (針と大剣, Hari to Taiken) - 309e passe : Provocation (誘発, Yūhatsu) - 310e passe : En cage (鳥籠, Torikago) - 311e passe : Triste baisser de rideau (おしまいの悲しみ, Oshimai no Kanashimi) - 312e passe : Ligne de mire (2) (照準・２, Shōjun・2) - 313e passe : « Ne pas résigner » : plus facile à dire qu'à faire (「諦めない」って口で言う程簡単な事じゃない, "Akiramenai" tte Kuchi de Iu Hodo Kantanna Koto Janai) - 314e passe : Le meilleur allié (2) (最強の味方・２, Saikyō no Mikata・2) - Hors-série :                                   |                   |                   |                   |                   |
| 36 | 4 février 2019    | 978-4-08-881717-0 | 11 mars 2020      | 978-2-82033-788-7 |
| Liste des chapitres : - 315e passe : ATTAQUE (こうげき, Kōgeki) - 316e passe : Rivaux (2) (ライバル・２, Raibaru・2) - 317e passe : Update (更新, Appudēto) - 318e passe : Partenaire (相棒, Aibō) - 319e passe : Guardians (ガーディアンス, Gādiansu) - 320e passe : Maître et disciple (2) (師弟・２, Shitei・2) - 321e passe : Concurrence animale (禽獣角逐, Kinjū Kakuchiku) - 322e passe : Ma victoire (おれの勝ち, Ore no Kachi) |                   |                   |                   |                   |
| 37 | 4 avril 2019      | 978-4-08-881793-4 | 17 juin 2020      | 978-2-82033-809-9 |
| Liste des chapitres : - 323e passe : Le dernier round (ラストバトル, Rasuto Batoru) - 324e passe : La fin des réjouissances (祭の終わり, Matsuri no Owari) - 325e passe : La promesse d'une rencontre des bas-fonds (ゴミ捨て場の約束, Gomisuteba no Yakusoku) - 326e passe : Après-midi (午後, Gogo) - 327e passe : Les petites embrouilles du volley-ball (バレーの虫たち, Barē no Mushi-tachi) - 328e passe : Gagner à tout prix (負けられない戦い, Makerarenai Tatakai) - 329e passe : Le top 3 des pointus (全国三大エース, Zenkoku Sandai Ēsu) - 330e passe : La destinée du pointu (エースのさだめ, Ēsu no Sadame) - 331e passe : L'éveil du pointu (エースのめざめ, Ēsu no Mezame)                                    |                   |                   |                   |                   |
| 38 | 4 juin 2019       | 978-4-08-881863-4 | 23 septembre 2020 | 978-2-82033-842-6 |
| Liste des chapitres : - 332e passe : Star (スター, Sutā) - 333e passe : Task Focus (タスクフォーカス, Tasuku Fōkasu) - 334e passe : Triompher de la négativité (ネガティヴ限界突破, Negatibu Genkai Toppa) - 335e passe : Toujours à fond (夢中, Muchū) - 336e passe : La route que prennent les monstres (バケモノたちの行くところ, Bakemono-tachi no Yuku Tokoro) - 337e passe : Etape suivante (次, Tsugi) - 338e passe : Rencontre décisive entre « Petits Géants » (小さな巨人決定戦, Chīsana Kyojin Ketteisen) - 339e passe : Reconnaissance (認知, Ninchi) - 340e passe : Bouillant (メラメラ, Meramera) |                   |                   |                   |                   |
| 39 | 4 septembre 2019  | 978-4-08-882053-8 | 20 janvier 2021   | 978-2-82033-864-8 |
| Liste des chapitres : - 341e passe : Lierre (蔓, Kazura) - 342e passe : Raison gardée (理性, Risei) - 343e passe : Un Petit Géant (小さな巨人, Chīsana Kyojin) - 344e passe : Une étape (一里塚, Ichirizuka) - 345e passe : Ne rien lâcher (犇犇, Hishihishi) - 346e passe : Spéculations (思惑, Omowaku) - 347e passe : Trou d'air (風穴, Kazaana) - 348e passe : Attaquer l'attaquant (攻略の攻略, Kōryaku no Kōryaku) - 349e passe : Vol en basse altitude (低空飛行, Teikū Hikō) - Spécial : Résultat du vote pour le classement des meilleurs matchs ! (ベストゲーム人気投票結果発表!!, Besuto Gēmu Ninki Tōhyō Kekka Happyō!!)                                                                                          |                   |                   |                   |                   |
| 40 | 1er novembre 2019 | 978-4-08-882104-7 | 24 mars 2021      | 978-2-82034-070-2 |
| Liste des chapitres : - 350e passe : Liberté et contrainte (自由と不自由, Jiyū to Fujiyū) - 351e passe : Sans entrave (身軽, Migaru) - 352e passe : Affirmation (肯定, Kōtei) - 353e passe : Un réveil calme (静かな覚醒, Shizukana Kakusei) - 354e passe : « Pour nos camarades » (“仲間のためにがんばる”, "Nakama no Tame ni Ganbaru") - 355e passe : Un nouveau défi (再挑戦, Sai-Chōsen) - 356e passe : La force de la pensée (思考体力, Shikō Tairyoku) - 357e passe : Guide (2) (導・２, Shirube・2) - Hors-série |                   |                   |                   |                   |

### Tomes 41 à 45
| no | Japonais        | Japonais          | Français          | Français          |
| no | Date de sortie  | ISBN              | Date de sortie    | ISBN              |
| --- | --------------- | ----------------- | ----------------- | ----------------- |
| 41 | 4 janvier 2020  | 978-4-08-882177-1 | 16 juin 2021      | 978-2-82-034091-7 |
| Liste des chapitres : - 358e passe : Mouette (カモメ, Kamome) - 359e passe : Une lance parmi les boucliers, un bouclier parmi les lances (盾の中の矛, 矛の中の盾, Tate no Naka no Hoko, Hoko no Naka no Tate) - 360e passe : Leçon de vie (教え, Oshie) - 361e passe : La vue du sommet (2) (頂の景色・２, Itadaki no Keshiki・2) - 362e passe : Le petit géant versus (小さな巨人VS, Chīsana Kyojin Bāsasu) - 363e passe : Le petit géant VS le meilleur des feinteurs (小さな{巨人VS最強の囮, Chīsana Kyojin Bāsasu Saikyō no Otori) - 364e passe : Si je ne suis pas seul (独りではないのなら, Hitori de wa Nai no Nara) - 365e passe : La fin et le début (2) (終わりと始まり・２, Owari to Hajimari・2) - Hors-série                                            |                 |                   |                   |                   |
| 42 | 4 mars 2020     | 978-4-08-882228-0 | 22 septembre 2021 | 978-2-82-034111-2 |
| Liste des chapitres : - 366e passe : Les yeux rivés sur le jeu (みつめる, Mitsumeru) - 367e passe : Notre printemps prend fin ici (俺たちの春が終わる, Ore-tachi to Haru Owaru) - 368e passe : Que deviendrez vous? (なにもの, Nanimono) - 369e passe : Muscles et repas (飯と筋肉, Meshi to Kinniku) - 370e passe : Challenger (2) (挑 戦 者, Chōsen-sha) - 371e passe : De l’autre côté du globe (地 球の裏 側で, Chikyū no Uragawa de) - 372e passe : Un autre challenger (もう１人の挑 戦 者, Mou Hitori ni Chōsen-sha) - 373e passe : Retour aux sources (宣 戦 布 告・２, Sensen Fukoku 2) - 374e passe : Déclaration de guerre(3) (初 志, Shoshi) |                 |                   |                   |                   |
| 43 | 13 mai 2020     | 978-4-08-882283-9 | 8 décembre 2021   | 978-2-82-034135-8 |
| Liste des chapitres : - 375e passe : Polissage (磨く, Migaku) - 376e passe : Le beach volley (ビーチバレーボール, Bīchibarēbōru) - 377e passe : Retour au pays ! (帰 国!, Kikoku!) - 378e passe : Le dernier boss (ラスボス, Rasu Bosu) - 379e passe : The great yôkai war (妖怪大戦争, Yōkai Daisensō) - 380e passe : Salutations (2) (ごあいさつ ２, Go Aisatsu 2) - 381e passe : Panier de crabes (呉越同舟, Goetsudōshū) - 382e passe : Tohu-bohu (百鬼夜行, Hyakki Yagyō) - 383e passe : Superstar (スーパースター, Sūpāsutā) - 384e passe : Le meilleur des feinteurs (2) (最強の囮 ２, Saikyō no Otori 2) - Hors-série |                 |                   |                   |                   |
| 44 | 4 août 2020     | 978-4-08-882348-5 | 2 mars 2022       | 978-2-82-034305-5 |
| Liste des chapitres : - 385e passe : Quand l'excitation augmente, la frustration suit ! (テンションが上がると同時に悔しさも感かんじます, Tenshon ga Agaru to Dōjini Kuyashisa mo Kanjimasu) - 386e passe : Liberté (自由, Jiyū) - 387e passe : Le meilleur ennemi (最 強の敵, Saikyō no Teki) - 388e passe : Le meilleur ennemi (2) (最 強の敵・２, Saikyō no Teki 2) - 389e passe : "Le Roi du Terrain" (2) (コート上の王 様 ・２, Kōto-jō no Ōsama 2) - 390e passe : Le plus fort des challengers (2) (最 強の挑 戦 者・２, Saikyō no Chōsen-sah 2) - 391e passe : Pas un seul souvenir (思い出なんか, Omoide Nanka) - 392e passe : Juste une star (ただのスター, Tada no Sutā) - 393e passe : Celui qui deviendra plus fort (一番乗りの男, Ichiban Nori no Otoko) |                 |                   |                   |                   |
| 45 | 4 novembre 2020 | 978-4-08-882471-0 | 22 juin 2022      | 978-2-82-034306-2 |
| Liste des chapitres : - 394e passe : Nous, les chanceux (幸 運な我ら, Kōun na Warera) - 395e passe : Nous, les chanceux (2) (幸 運な我ら・２, Kōun na Warera 2) - 396e passe : Ventre vide (2) (空 腹・２, Kūfuku 2) - 397e passe : → Continuer la partie (▷ つづきからはじめる, ▷ Tsudzuki Kara Hajimeru) - 398e passe : Chaque chose en son temps (遠きに行くは必ず邇きよりす, Tōki ni Iku wa Kanarazu Chikaki Yorivsu) - 399e passe : Incarnation (化 身, Keshin) - 400e passe : The great yôkai war (2) (妖 怪 大 戦 争・２, Yōkai Daisensō 2) - 401e passe : Promesse (約 束, Yakusoku) - Passe Finale : Les challengers (挑 戦 者たち, Chōsensha-tachi) |                 |                   |                   |                   |